# William Willoughby (1482)
William Willoughby (1482 - Parham, 19 oktober 1526) was de 11e Baron Willoughby de Eresby en grootgrondbezitter te Lincolnshire. Hij was de zoon van Christopher Willoughby en Margaret Jenny.
Na de dood van zijn vader in 1498 of 1499 volgde hij hem op als baron Willoughby de Eresby. Hij trouwde eerst met Mary Hussey en na haar dood met Maria de Salinas, een Spaanse hofdame uit het gevolg van Catharina van Aragon. Uit zijn tweede huwelijk kwam een dochter, Catherine, voort.
Zijn vrouw zou na zijn dood de erfenis van haar dochter verdedigen tegenover Williams jongere broer Christopher. Catherine trouwde later met de hertog van Suffolk en ze werd een van de invloedrijkste protestanten aan het hof.